# シャミール

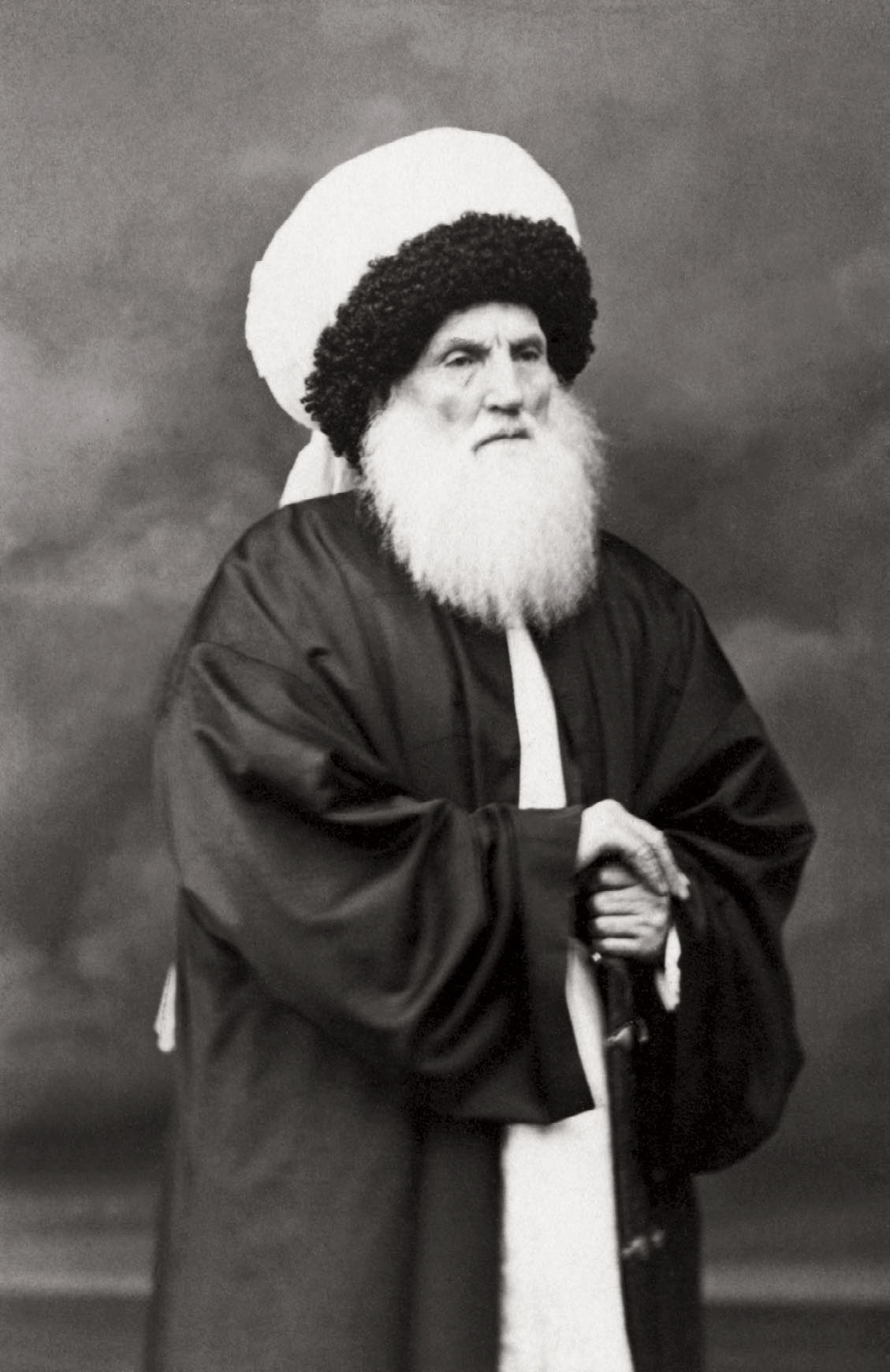
イマーム・シャミール（1861年）

シャミール（Shamil；1797年6月26日 - 1871年2月4日, イマーム・シャミールあるいはシャミーリ（ロシア語: Имам Шамиль、アヴァル語: Шейх Шамил）とも）は、ロシア帝国の北カフカース支配に対するムスリムの抵抗戦争（1817年 - 1859年）を率いたアヴァール人宗教指導者。1820年代、ダゲスタン・チェチェンに建設されたイマーム国の3代目イマーム。
シャミールは、今も北カフカースのムスリムの尊敬を集めており、現在も続くロシアの支配に対する抵抗運動の精神的な支柱となっている。

## 経歴

### 出自
1797年、現在のダゲスタン共和国のギムラ村に生まれる。彼の父デンガフ・マホメドは、村の鍛冶屋だった。シャミールは、同志のマホメドと共にクルアーン、シャリーアを学び、スーフィズムの影響を強く受けた。1828年にメッカへ巡礼し、そこで出会ったアブドゥル・カディルからゲリラ戦を学んだ。1830年にマホメドが現地代表者の会議においてガジ（信仰の戦士）の名前を与えられ、初代イマーム、ガジ＝マホメドとなるも、1832年ロシア軍がシャミールの故郷ギムラ村に侵攻した際にダゲスタン人の抵抗の中で戦死すると、これを継いで同年、第2代イマームに選出された同じくマホメドの同志であるガムザト＝ベクも1834年モスクで暗殺されたため、同1834年、アシリト村開かれた会議でシャミールが第3代イマームとなった。

### 改革
第3代イマームとなったシャミールは、改革者としてイマーム国家の基盤を整備した。国土は、ナイーブ（回教国の警察署長、村長）が管轄する行政単位兼軍事単位に区分された。国家の最高機関は、ウラマー会議が国家の最高機関とされた。
兵制は正規軍と後備軍から成り、階級制度が確立された。改革と共に、カフカーズ諸民族に特有の血の復讐の慣習が廃止され、代わりにシャリーアに基づく司法制度が整備された。
イマームの支持勢力は、約1,000人から成るムルタゼク軍団だった。この軍団は、イマーム個人の親衛隊であり、現地情報の収集や不穏分子の処刑に従事する一種の秘密警察でもあった。

### 抵抗戦争
18世紀以降、南下政策を進めるロシア帝国は北コーカサスに達し、その過程で北カフカースのムスリムは、異教徒ロシア人に対する抵抗戦争を始めていた。
1834年、全山岳ダゲスタンがシャミールの支配下に入り、1840年、彼はチェチェンのイマームともなった。当初、シャミールは、権力が確固たるものとなるまでロシアとは中立的な立場を取り、1843年末になって初めて行動を開始した。
イマーム国の首都、アフリゴ防衛戦は数ヶ月間続き、ムスリム側は投降する意思を見せず、ロシア軍側も疲労してきた。そこで、ロシア軍司令官パーヴェル・グラッベ中将は、シャミールと交渉に入ることにし、ムスリム側全員の生命の保証と交換に、シャミールの長男ジャマルディンを人質に差し出すことと、シャミール自身の投降を要求した。シャミールは交渉を拒否し、グラッベの部隊は市内に突入した。アフリゴ市内の女性達は防衛側の兵力を多く見せるために男装し、夜間に破壊された陣地の修復に当たった。数日間の戦闘の後、シャミールは息子を引き渡して、無用な流血を避けることに決めた。息子を引き渡す際、グラッベはシャミール自身の投降も要求したが、シャミールはこれを拒否した。戦闘が再開し、アフリゴは陥落したが、シャミールが率いる小部隊はチェチェン領内に撤収することができた。
長男ジャマルディンは、ロシア軍の手に渡り、ロシアに連れ去られた。ジャマルディンは、ロシア皇帝の意思に従い第1モスクワ幼年団、後にアレクサンドロフ幼年団に入った。ジャマルディンはロシアで15年間過ごし、1855年になって初めて父シャミールと再会することになる。

### 親子の再会
1854年、シャミールは、グルジアのカヘチアに遠征した。彼が派遣した先遣部隊は、ダヴィド・チャヴチャヴァゼ・ツィナンダリ大公の領地に入り、大公の妻アンナ・イリイニチナ・チャヴチャヴァゼと彼女の2人の子供、彼女の妹ヴァルヴァラ・オルベリアナと彼女の子供を捕虜にした。シャミールは、息子を解放する取引材料となると考えて、彼女達を丁重にもてなした。チャヴチャヴァゼ大公には、長男ジャマルディンの引渡しと銀貨100万ルーブルが要求されたが、大公は4万ルーブルしか集められなかった。
その間、この事件の詳細とシャミールの要求は、直ちにペテルブルクに知らされた。ジャマルディン（ロシア名：ジェマル＝エディン・シャミーリ（Джемал-Эддин Шамиль））を可愛がっていたニコライ1世は、彼をウランスク連隊（ポーランド駐屯）から呼び寄せ、父親の元に帰る意思について尋ねた。ジャマルディンは少し考えた後、そのことに同意した。ニコライ1世は、彼の誠実な勤務に感謝し、父親に悪意はないことを伝えるように頼んだ。
1855年3月10日、両者の捕虜交換が行われた。ロシア帝国軍の制服を着て戻ったジャマルディンを見て、弟のガジ＝マホメドは驚き、チェルケースカ（カフカーズ山岳民族の襟のない裾長のコート）に着替えるように頼んだ。息子と再会したシャミールは、表情には表さなかったが、彼を長い間抱きしめて話さなかった。しかしながら、ロシア流の教育を受け、後にロシアとの和平を主張したジャマルディンは、故郷の理解を得られなくなっていく。

### 投降
1855年2月、アレクサンドル2世が即位し、1857年、友人のアレクサンドル・バリャチンスキー大公をカフカーズ副王に任命した。バリャチンスキー大公は、大規模な軍事行動の外、買収という手段を活用した。シャミールの元からは、次第に人々が離れ、抵抗を継続するには余りに少数の人間しか残らなかった。
シャミールは、グニブ山に撤退し、1859年8月、兵士400人と大砲4門と共にグニブ防衛を準備した。グニブには10個以上の大隊が集結し、バリャチンスキー大公は、シャミールに武器を捨て、和平を締結するよう提案したが、シャミールはこれを拒否した。8月22日～24日、最後の攻撃が行われ、シャミールは少数の部下と共に村の一角に追い詰められた。8月25日、大公は、再び投降を勧告し、シャミールは今度はこれに従わざるを得なかった。大公は、シャミールの投降を歓迎し、彼をロシア皇帝の元に送った。
1859年9月15日、シャミールは、ハリコフ郊外のチュグエフ村でアレクサンドル2世に謁見した。皇帝は、シャミールに金のサーベルを贈り、「最終的にロシアに来てくれたことを非常に喜ばしく思う。もっと早く来てくれなかったことが残念だ。後悔することはないだろう・・・」と語った。
投降後、シャミールは、ロシアの各都市において、「カフカーズのナポレオン」として歓迎された。トゥーラでは武器工場を見学し、豪華な武器と名前入りのサモワールを贈られた。ペテルブルクでは、名誉警衛隊と軍楽隊が出迎え、皇帝の即位式すら凌ぐイルミネーションが灯された。彼がペテルブルクを去る際には、見送りの群集が駅に殺到し、出発が遅れるほどだった。
1859年10月、シャミールは、次男のガジ＝マホメドと数人の信頼できる盟友と共に、カルーガに転居した。

### 余生
晩年、シャミールは、死ぬまでにメッカを巡礼したいと考えるようになり、1861年7月、皇帝に陳情するためにツァールスコエ・セローを訪れたが、この時は許可されなかった。同年、三男マホメド＝シャピは、ロシア帝国軍入隊を父に申し出た。シャミールはこれに同意した。間もなく、マホメド＝シャピは、騎兵少尉としてカフカーズ皇帝護衛隊の近衛騎兵隊に入り、妻と共にペテルブルクに去った。
メッカ巡礼が許可されないのは、皇帝が自分を疑っているからだと考えたシャミールは、ロシア国籍の取得を皇帝に申し出た。アレクサンドル2世は、この申し出を大いに喜び、アレクサンドラ皇女の結婚式に彼を招待した。1866年8月、シャミールは、息子のガジ＝マホメド、マホメド＝シャピと共にロシアへの忠誠を宣誓した。皇帝は彼の健康を案じてキエフに移ることを勧め、1868年12月、シャミールは家族と共にキエフに転居した。
1869年、息子達をロシアに残すという条件で、メッカ巡礼が許可された。シャミールは、イスタンブールを経由してメッカへ旅し、1871年、マディーナで没した。遺体は、イスラームの偉人たちとともにマディーナで葬られた。

## 家族

### 妻
最初の妻パチマートは、3男（長男ジャマルディン、次男ガジ＝マホメド、三男マホメド＝シャピ）2女を生み、抵抗戦争中に死去。2番目の妻ジュダヴァラートは、四男サイードを生んだが、四男はロシア兵に殺され、ジュダヴァラートも抵抗戦争中に死去。3番目の妻シュアイナトは、1876年に死去し、イスタンブールに葬られた。最後の妻ザギダトは、五男マホメド＝カミールを生んだ。シャミールの死の数ヵ月後に死去し、メッカに葬られた。

### 子
次男のガジ＝マホメド（名前は初代イマームにちなむ）は、露土戦争時、トルコ軍の師団を指揮し、バヤゼトの包囲戦で功績を挙げ、トルコ陸軍元帥にまで昇進した。余生をメディナで過ごし、1902年に死去。
三男のマホメド＝シャピは、ロシア帝国軍側で露土戦争に従軍を願い出たが、許可されなかった。1877年、軍務から外され、カザンに移住。1906年、キスロヴォーツクで死去。
五男のマホメド＝カミール（1864年 - 1951年）も、トルコ軍に勤務し、元帥まで昇進した。
シャミールの娘達は、1871年までに全員死去した。